# Burgwald

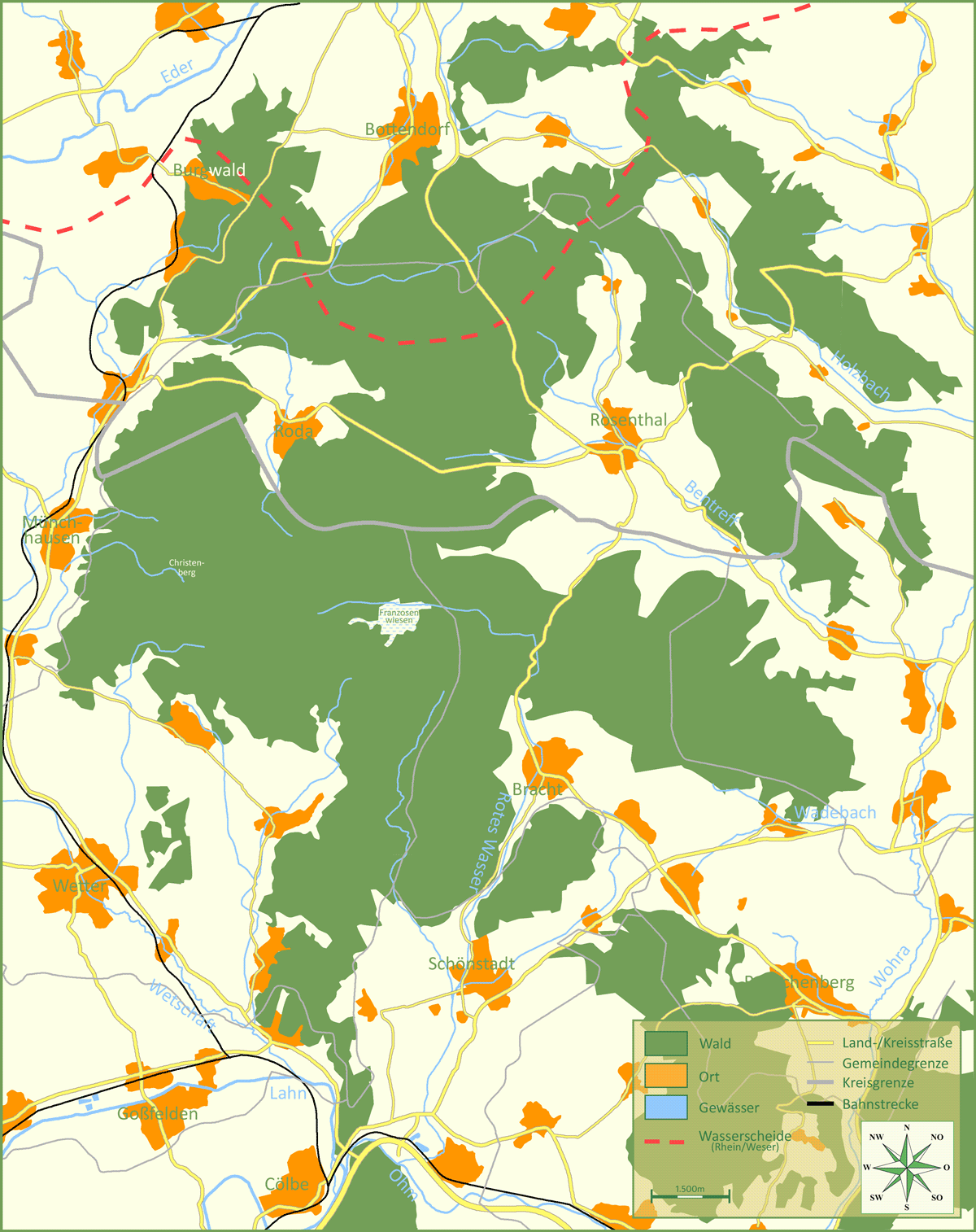
Karte des Burgwaldes

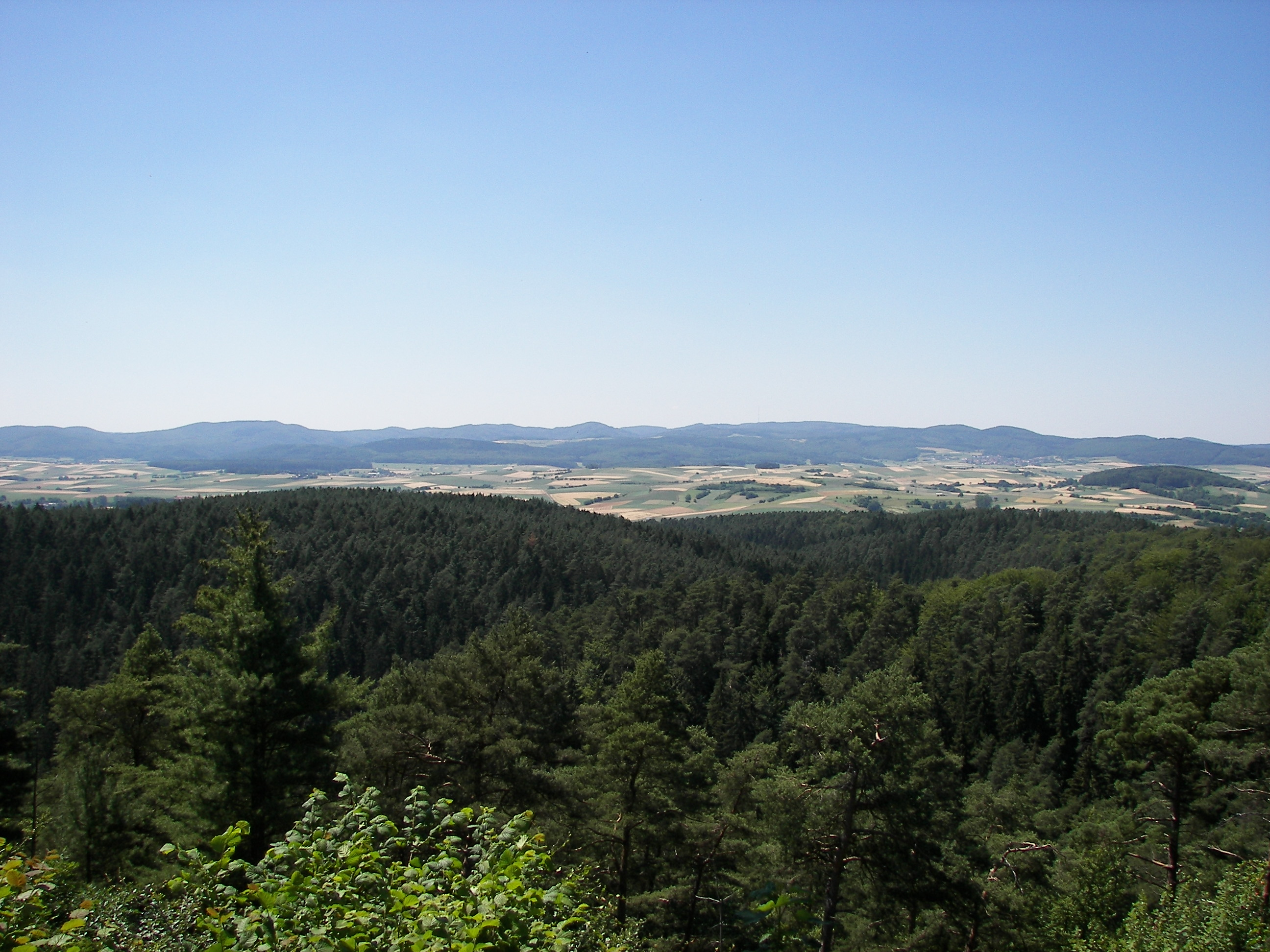
Blick vom Christenberg in die Wetschaft-Senke; im Hintergrund die Sackpfeifen-Vorhöhen und ihr Namensgeber im Rothaargebirge mit Kohlenberg (583 m, halbrechts, zweigipfelig), Sackpfeife (674 m, rechts der Mitte, sehr breit, mit Sendemast), und Arennest (592 m, halblinks)

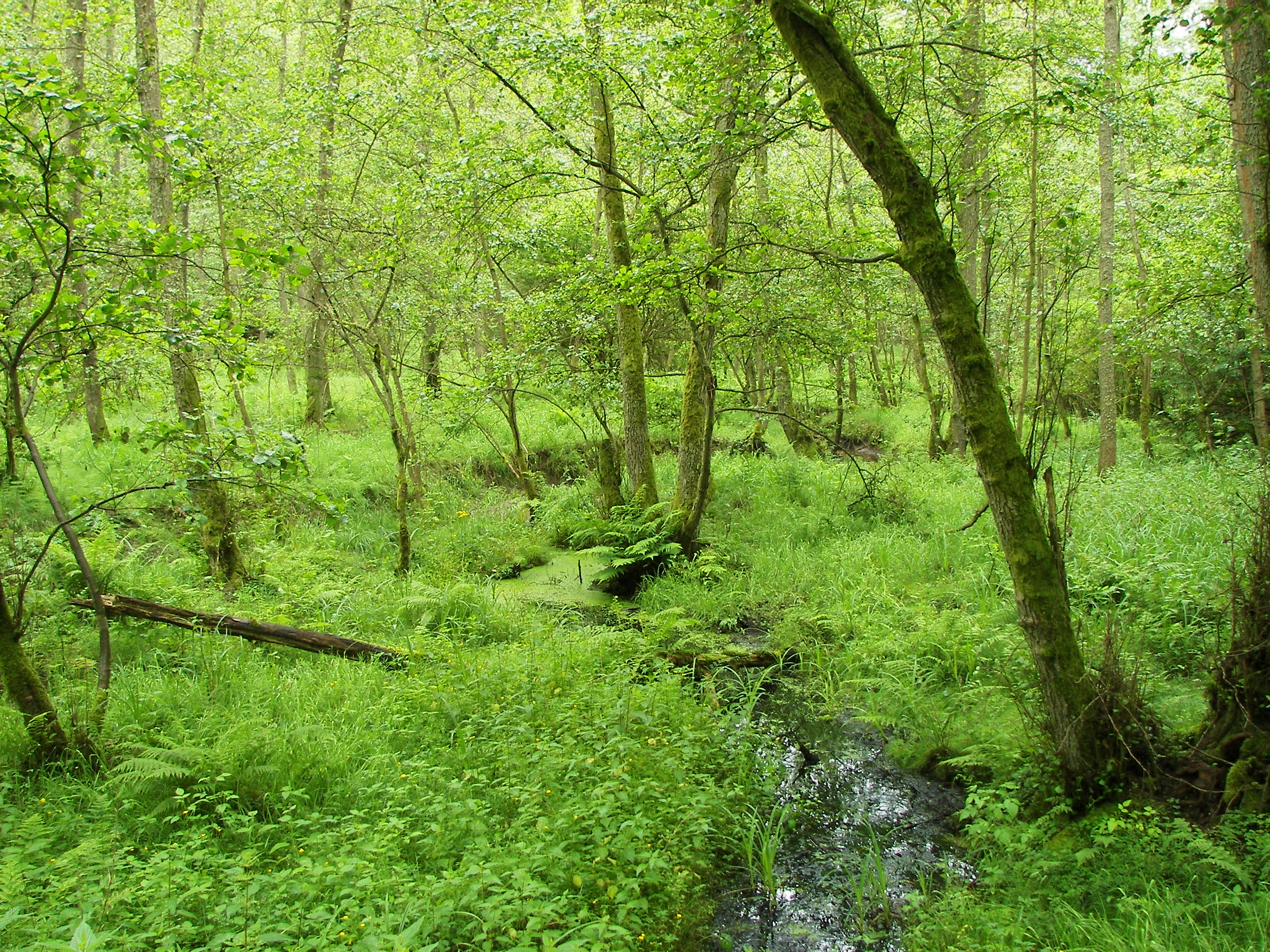
Schwarz-Erlen-Bruchwald
am Roten Wasser

Der Burgwald ist ein in nordöstlichen Randlagen maximal 443,1 m ü. NHN und sonst mäßig hohes Mittelgebirge des Westhessischen Berglandes in Nord- und Mittelhessen (Deutschland). Er wird durch die Bundesstraße 3 in den bis auf Siedlungsrodungen durchgehend bewaldeten Nördlichen Burgwald im Nordwesten und den deutlich kleineren und zu großen Teilen landwirtschaftlich genutzten Südlichen Burgwald im Südosten aufgeteilt. Von der ortsansässigen Bevölkerung wird „Burgwald“ oft als Synonym für den Nördlichen Burgwald verwendet.

## Geografie

### Lage
Der Burgwald befindet sich in den Landkreisen Waldeck-Frankenberg und Marburg-Biedenkopf. Nach Nordosten geht er in den – montaneren – Kellerwald über, nach Osten schließen sich hinter dem Wohratal die zur Oberhessischen Schwelle gezählten Gilserberger Höhen an. Nach Süden folgen hinter dem Tal der Ohm das Amöneburger Becken und die Lahnberge, jenseits der Lahn schließlich der Marburger Rücken. Im Westen grenzt die Wetschaft-Senke, im Nordwesten die Eder den Burgwald von den sich anschließenden Ausläufern des Ostsauerländer Gebirgsrandes, der Ostabdachung des Rothaargebirges, ab. Höchste Erhebung ist der im Norden gelegene Knebelsrod.
Der Burgwald wird von diesen Orten eingerahmt: Frankenberg im Norden, Haina, Gemünden und Wohratal im Osten, Rauschenberg im Südosten, Cölbe im Süden, Wetter im Südwesten und Münchhausen sowie Battenberg im Westen. Innerhalb des bewaldeten Mittelgebirges liegen Burgwald, Rosenthal und Bracht.

### Naturräumliche Gliederung
Der Burgwald ist Namensgeber der Haupteinheit 345 des Westhessischen Berg- und Senkenlandes (Haupteinheitengruppe 34; auch nur Westhessisches Bergland genannt), welches sich von Gießen im Süden in etwa bis Kassel und Korbach im Norden zieht. 
Die naturräumliche Haupteinheit Burgwald nimmt den Großteil der sogenannten Frankenberger Scholle des Buntsandsteins ein, nach der auch der weitgehend identische Geologische Strukturraum benannt ist. Sie gliedert sich wie folgt:
- 345 Burgwald (494,28 km²)
  - 345.0 Wetschaft-Senke (121,61 km², Westen)
  - 345.1 Großer Burgwald[2] („Nördlicher Burgwald“;[3] 204,79 km²)
  - 345.2 Kleiner Burgwald [2] („Südlicher Burgwald“;[3] 49,64 km²)
  - 345.3 Wohratal (38,26 km², südlicher Osten)
  - 345.4 Buntstruth (22,98 km², Nordosten; oberes Wohratal)
  - 345.5 Frankenberger Oberland
    - 345.50 Bottendorfer Flur (26,40 km², westlicher Norden)
    - 345.51 Geismarer Platte (21,63 km² ohne Hauberner Hecke, östlicher Norden)
      - 345.510 Hauberner Hecke (8,97 km², Südosten der Platte)

Die Einheit 345.1 entspricht weitgehend dem hier im Artikel behandelten, fast durchgehend bewaldeten landläufigen Burgwald. Gerhard Sandner, dessen Einzelblatt (1:200.000) 125 Marburg im Jahr 1960 den südlichen, größeren Teil der bereits einige Jahre zuvor in der Kartierung zum Handbuch der naturräumlichen Gliederung Deutschlands abgegrenzten Haupteinheit untergliederte, nannte den eigentlichen Burgwald „Nördlicher Burgwald“. Den kleineren, sich jenseits der Bundesstraße 3 mit Schwarzenborn nach Südosten anschließenden Wald südöstlich Rauschenbergs mit dem Alten Rauschenberg (376 m) und dem inselartig gerodeten Höhenort Himmelsberg nebst Umland bezeichnete er demgegenüber als „Südlichen Burgwald“. Dieses ist insbesondere deshalb irreführend, weil unter „Südlicher Burgwald“ landläufig der orographisch gut abgegrenzte Südteil des eigentlichen Burgwalds mit Oberrosphe im Westen und Bracht im Osten verstanden wird, der nordwestlich Brachts durch das Rote Wasser, nach Norden durch die #Franzosenwiesen (nebst Quellgebiet des Roten Wassers) und nach Nordwesten durch den Wetschaft-Zufluss Rosphe begrenzt wird. Überdies liegt der Wald bei Rauschenberg eher südöstlich denn südlich des eigentlichen Burgwalds.
Martin Bürgener, der drei Jahre später auf Blatt 111 Arolsen den Nordteil der Haupteinheit untergliederte, wählte daher die namentliche Unterteilung in Großen und Kleinen Burgwald, der wir hier zur Vermeidung von Missverständnissen folgen. Bei den Flächenangaben ist zu beachten, dass Sandner einen Großteil der Grenzen des „Südlichen“ Burgwalds zu Amöneburger Becken und Wohratal als „nicht linienhaft festlegbar“ einzeichnete. Das durch die Waldgrenze eingegrenzte Kerngebiet des Kleinen Burgwalds hat eine Fläche von nur gut 16 km². Südlich davon verläuft der Übergang zum Amöneburger Becken fließend, nach Norden kann das Wohratal ab Halsdorf am ehesten mit den Ackerlandschaften, die sich, quer zu den Tälern, nach Westen bis Bracht anschließen, als Rauschenberger (Quer-)Mulde oder Rauschenberger Ackerlandschaft zusammengefasst werden.
Zur Haupteinheit Burgwald gezählt werden neben den beiden Waldgebieten insbesondere die Senken längs der Täler der Flüsse Wetschaft im Westen und Wohra im Osten sowie die Nordabdachung unmittelbar südlich des Edertals im Norden.
Zur Frankenberger Scholle gehören neben der Haupteinheit Burgwald noch weitere benachbarte Höhenzüge:
- jenseits der Lahn nach Südosten der bis 370 m hohe Marburger Rücken (347.00),
- daran anschließend jenseits der Zwester Ohm schließlich die Nordwestabdachung des Vorderer Vogelsbergs bzw. Lumda-Plateaus (349.0) bis Staufenberg
- jenseits der Ohm nach Süden die bis 380 m hohen Lahnberge (347.01)
- jenseits der Wohra nach Osten der Südwestteil der Gilserberger Höhen (346.0), nämlich von Süd nach Nord:
  - der 380 m hohe Burgholz
  - der bis 371,4 m hohe Rücken des Kohlkopfes bis vor Mengsberg im nordöstlichen Anschluss daran
  - die bis um 416 m (Lischeider Berg) hohen Kuppen westlich von Winterscheid im nordwestlichen Anschluss
  - Die bis 425 m hohe Südwestabdachung des Jeust einschließlich des die Rodung von Gilserberg und Moischeid westlich umschließenden Waldes

Alle anderen Gilserberger Höhen werden demgegenüber zur ebenfalls aus Buntsandstein bestehenden Waldecker Scholle des Waldecker Waldes bzw., Hemberg, zur Südlichen Kellerwaldstruktur gezählt.

### Flüsse
Über den Burgwald verläuft ein Abschnitt der Rhein-Weser-Wasserscheide zwischen Rothaargebirge und Kellerwald, der überwiegende Teil entwässert jedoch nach Süden zur Lahn und damit zum Rhein. Die im Norden grenznah verlaufende Eder wird demgegenüber nur von wenigen nennenswerten Bächen aus dem Burgwald gespeist, da der Höhenschwerpunkt des Mittelgebirges deutlich nach Nord(ost)en verlagert ist.
Im Folgenden werden die wichtigsten Flüsse des Burgwaldes im Uhrzeigersinn geordnet, beginnend an der östlichen Südseite der Rhein-Weser-Wasserscheide, aufgeführt.
| Name                      | Ziel- fluss           | Länge (km) | EZG km² | Abfluss (MQ; l/s) | Bemerkungen                                     | GKZ      |
| ------------------------- | --------------------- | ---------- | ------- | ----------------- | ----------------------------------------------- | -------- |
| Bach von Römershausen     | Schweinfe→Wohra       | 5,1        | 10,1    | 75                | nordöstlicher Grenzfluss                        | 258282-4 |
| Holzbach                  | Schweinfe→Wohra       | 9,3        | 18,0    | 131               |                                                 | 258282-8 |
| Bentreff                  | Wohra                 | 13,1       | 48,9    | 268               |                                                 | 25828-4  |
| Wadebach                  | Wohra                 | 4,0        | 12,7    | 84                | Nahtstelle zum Südlichen Burgwald               | 25828-72 |
| Rauschenberger Bach       | Wohra                 | 2,7        | 6,9     | 48                | Südlicher Burgwald                              | 25828-92 |
| Teufelsgraben             | Ohm                   | 5,0        |         |                   | Südlicher Burgwald                              | 2582-X   |
| Schwarzenbornbach         | Rotes Wasser          | 5,6        | 8,8     | 50                |                                                 | 25896-6  |
| Rotes Wasser              | Ohm                   | 18,6       | 51,0    | 221               |                                                 | 2589-6   |
| Bach aus dem Langen Grund | Rotes Wasser          | 6,9        | 9,0     | 35                |                                                 | 25896-8  |
| Rosphe                    | Wetschaft (Unterlauf) | 8,2        | 18,6    | 76                |                                                 | 25818-8  |
| Mellnau                   | Wetschaft (Unterlauf) | 7,3        | 8,8     | 62                |                                                 | 25818-72 |
| Bach vom Christenberg     | Wetschaft (Unterlauf) | 6,0        | 6,8     | 35                |                                                 | 25818-52 |
| Silberbornbach            | Wetschaft (Unterlauf) | 2,7        | 4,8     | 28                |                                                 | 25818-32 |
| Wetschaft-Oberlauf (*)    | Lahn                  | 13         | 36,1    | 226               | bis Ernsthausen                                 | 258-18   |
| Senkelbach                | Wetschaft             | 5,6        | 11,6    | 83                |                                                 | 25818-2  |
| Bach vom Lichtenberg      | Wollmar→Wetschaft     | 7,5        | 7,5     | 70                | kreuzt einen Nordwest-Ausläufer längs der B 236 | 258184-4 |
| Nemphe                    | Eder                  | 14,2       | 38,4    | 294               |                                                 | 428-198  |
| Kaltes Wasser             | Nemphe                | 8,8        | 15,2    | 112               |                                                 | 428198-4 |
| Lengelbach(**)            | Eder                  | 3,4        | 6,7     | 59                | bis Dainrode; Grenzbach                         | 428-32   |

(*) Die Wetschaft ist im Unterlauf bis zu ihrer Mündung in die Lahn Grenzfluss und hat insgesamt 29 km Länge, verfügt über ein Einzugsgebiet von 196,2 km² und hat einen Abfluss von 1702 l/s. Indes kommt die Hälfte ihres Wassers (810 l/s) mit dem erst spät mündenden Treisbach aus dem Rothaargebirge bzw. den Sackpfeifen-Vorhöhen. Weitere 278 l/s kommen von der Wollmar – ebenfalls aus den Vorhöhen.
Beide erwähnten Flüsse tragen zur Flusshochzeit mit der Wetschaft je mehr Wasser bei als diese selber, wobei die Wollmar teilweise auch aus dem Burgwald gespeist wird (siehe Tabelle). Addiert man die Abflüsse der Zuflüsse des Wetschaft-Unterlaufes plus den aufgeführten Wollmar-Nebenfluss hinzu, kommt man bereits auf etwa 500 l/s. Damit bleibt die Wetschaft der mit Abstand am meisten Wasser aus dem Burgwald führende Fluss.
(**) Der Lengelbach ist insgesamt 11,4 km lang, besitzt ein Einzugsgebiet von 25,8 km² und führt 210 l/s. Jedoch verlässt er bereits kurz nach seiner Quelle den „eigentlichen“ Burgwald.

## Geologie
Der Burgwald besteht aus Buntsandstein. Im Erdzeitalter Trias vor ca. 220 Millionen Jahren lagerten sich Sedimente aus dem Rheinischen Schiefergebirge in das südlich davon gelegene Germanische Becken ab. Es entstand eine Schichttafel, die in mehrere Stücke zerbrach, als das Gebiet im Tertiär wieder angehoben wurde. Diese Stücke wurden dann zu den Bergen und Hügeln des heutigen Burgwaldes.
In seinen westlichen bis nordöstlichen Randsenken Wetschaft-Senke, Frankenberger Oberland und Buntstruth ist der Burgwald von einem Zechsteingürtel umgeben, der den Buntsandstein von den Schiefergesteinen des Ostsauerländer Gebirgsrandes und des Kellerwaldes abtrennt; die Grenztäler von Wetschaft, Ohm und Wohra in der Südhälfte sind stark lösshaltig.

## Klima
Im Burgwald ist es deutlich kälter als in den umliegenden Gegenden. Er liegt im Windschatten des Rothaargebirges, das mit Höhen bis 800 Meter einen Teil der milden Westwinde abfängt. Insbesondere in der zentralen Mulde, den Franzosenwiesen, entsteht in vielen Nächten ein Kaltluftsee, denn die dort vorhandenen Torfmoose verdunsten große Mengen an Flüssigkeit (bis zu 20 Mal so viel wie eine gleich große Wasserfläche), was eine gewisse Verdunstungskälte bewirkt. Die gegen Abend absinkende, sich abkühlende Luft fließt durch die zuführenden Täler in den zentralen Kessel. In Kombination mit der vor Ort abgekühlten Luft (äußert sich auch durch eine hohe Nebelhäufigkeit) entstehen Kaltluftseen, die über Nacht erhalten bleiben. Diese Phänomene sind zum Beispiel auch aus dem Bayerischen Wald bekannt.
In den umliegenden Dörfern kommen häufig Spät- oder Frühfröste vor. Langzeitmessungen der Universität Marburg auf den Franzosenwiesen ergaben, dass es in jedem Monat des Jahres zu Nachtfrösten gekommen ist. Im Sommer kann der Temperaturunterschied im Tagesverlauf bis zu 30 Grad Celsius betragen.
Die durchschnittlichen Jahresniederschläge liegen bei 700 mm und damit deutlich unter den Niederschlagssummen der angrenzenden Mittelgebirge, da sich der Burgwald im Regenschatten des Rothaargebirges befindet. Auf den Franzosenwiesen werden nur 535 mm erreicht.
Insgesamt ist das Klima des Burgwalds mit seinen relativ geringen Niederschlägen und größeren Temperaturgegensätzen deutlich kontinentaler, als das der umliegenden Regionen, mikroklimatisch aber durch hohe Luftfeuchtigkeit in Bodennähe auch sehr atlantisch getönt. Diese Kombination ermöglicht Pflanzen- und Tierarten aus sehr unterschiedlich getönten Klimaten das Überleben.

## Namensbedeutung
Die Bedeutung und Herkunft des Namens Burgwald ist unbekannt. Nach einer Theorie leitet sich der Name von den zahlreich vor- und frühgeschichtlichen Burgen wie dem Christenberg ab. Möglicherweise war die ursprüngliche Bedeutung auch einfach „Bergwald“.

## Geschichte

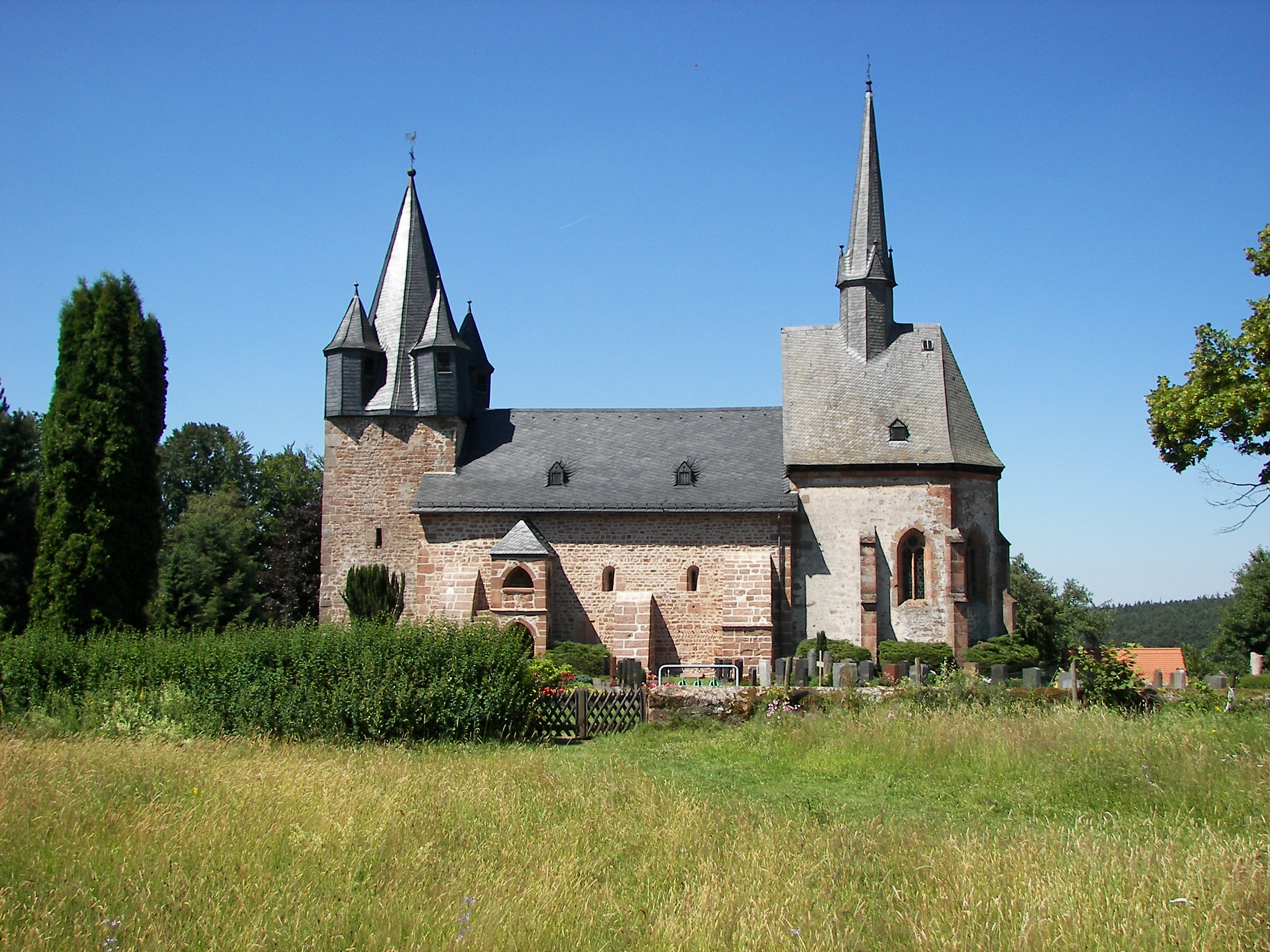
Christenberg

Die bisher frühesten Spuren menschlicher Tätigkeit im Burgwald sind altsteinzeitliche Werkzeuge wie Steinklingen und Schaber zur Fleischbearbeitung, die bei Willershausen gefunden wurden. Bei Bracht wurde eine bandkeramische Siedlung aus der Zeit von 4500 v. Chr. entdeckt. Damals gab es im Burgwald große Bestände an lichten Traubeneichenwäldern, die mit Hänge-Birke, Gemeiner Hasel, Weiden, Espen und Kiefern durchsetzt waren. Seit ca. 1800 v. Chr. wurden die Eichen aus klimatischen Gründen zurückgedrängt und die Buche begann den Waldbestand zu dominieren. Aus dieser Zeit sind einige Hügelgräber erhalten.
In der Eisenzeit wurde das westlich vom Burgwald gelegene Tal der Wetschaft zwischen 750 und 300 v. Chr. von den Kelten besiedelt. Der Christenberg (Kesterburg) war ein keltischer Fürstensitz und Fliehburg zugleich. Diese keltische Burg wurde durch einen Brand zerstört. Etwa in der zweiten Hälfte des 1. Jhdts. v. Chr. drangen wahrscheinlich versprengte Teile germanischer Stämme in die Burgwaldregion vor, die sich dann mit anderen Gruppen zum Stamm der Chatten verbanden.
Seit dem Jahr 469 n. Chr. gehörten die Chatten zum Reich der Franken und im 7. Jahrhundert wurde auf dem Christenberg eine neue karolingische Festungsanlage gegen die Sachsen errichtet. Nach dem Ende der Sachsenkriege war der Christenberg hauptsächlich als kirchliches Zentrum von Bedeutung.
Zahlreiche mittelalterliche Siedlungsversuche im inneren Burgwald scheiterten v. a. am ungünstigen Klima und den armen Böden. Der Wald war zunächst ein königlicher Forst und gelangte im Mittelalter in den Besitz der Landgrafen von Hessen. Er wurde aber auch von den Bauern der umliegenden Dörfer intensiv genutzt. Insbesondere wurden Rinder, Schafe und Schweine zur Mast in den Wald getrieben. Es entstanden sogenannte Hutewälder mit großen, weit voneinander entfernt stehenden Bäumen, insbesondere Eichen und Buchen. Zudem wurde auch massiv Holz eingeschlagen unter anderem für die Frankenberger Silber- und Kupferminen. Dies hatte zur Folge, dass etwa um 1800 im Burgwald nur noch sehr wenige Bäume vorhanden waren.
Seit 1464 besaßen die Landgrafen von Hessen das alleinige Jagdrecht im Burgwald. Das Jagdschloss Wolkersdorf wurde zwischen 1481 und 1484 und das Jagdschloss Bracht 1744 erbaut. Beide wurden durch den sogenannten Herrenweg mitten durch den Burgwald verbunden. An dem Weg wurden auch mehrere Rastplätze angelegt, darunter die sogenannten Herrenbänke bei Rosenthal. In diesen Jahren wird auch von heftigen Konflikten um das Jagdrecht berichtet. Im Jahr 1533 ließ der Landgraf Philipp eine größere Anzahl von Bürgern aus Rosenthal wegen Wilderei verhaften. Ihnen gelang jedoch der Ausbruch aus dem Gefängnis. Am 23. Juni 1623 wurde der Förster Hans Glas im Burgwald von Wilderern erschossen, am 28. Juni 1676 starb Oberförster Hans Roß in einem Feuergefecht mit Wilderern. Die Landgrafen jagten hauptsächlich Wildschweine, im 18. Jahrhundert hatte sich aber das Rotwild aufgrund von Fütterungen so stark vermehrt, dass Landgraf Wilhelm VIII. im September 1772 anlässlich von sechs Jagden über 450 Stück erlegte. Zur Zeit des Königreichs Westphalen nutzte auch König Jérôme Bonaparte das Jagdschloss Wolkersdorf.
Im 19. Jahrhundert wurde der Burgwald intensiv mit Fichten, Kiefern und Weiß-Tannen aufgeforstet. Seit dieser Zeit dominieren Nadelbäume im bisher reinen Laubwaldgebiet. Insbesondere die Fichten mit ihren flachen Wurzeln führten zu einer Regeneration des stark degradierten Bodens und wuchsen zudem auch noch sehr schnell.
Gegenwärtig wird der Laubwaldanteil im Burgwald wieder erhöht.

## Franzosenwiesen

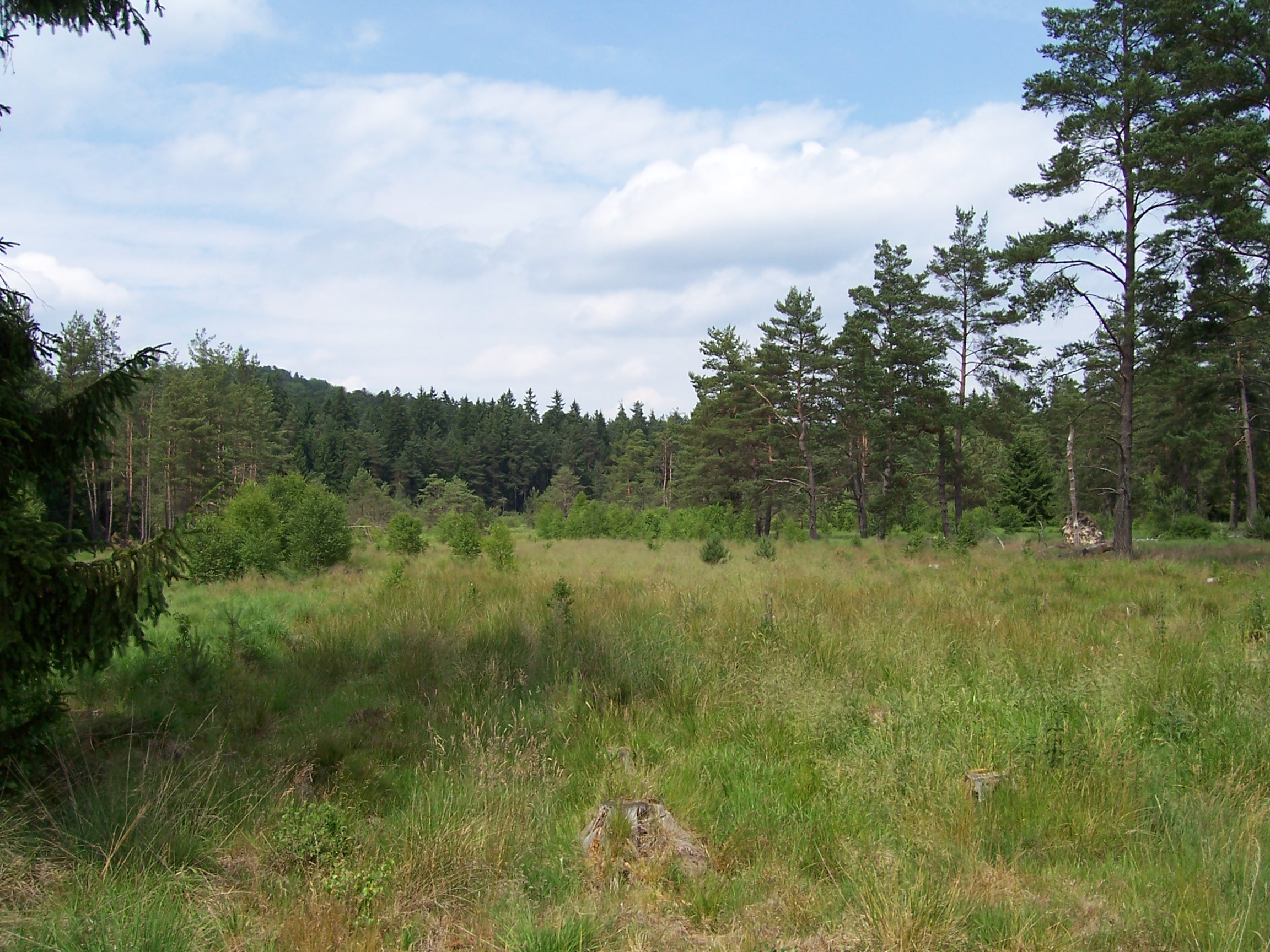
Die Franzosenwiesen

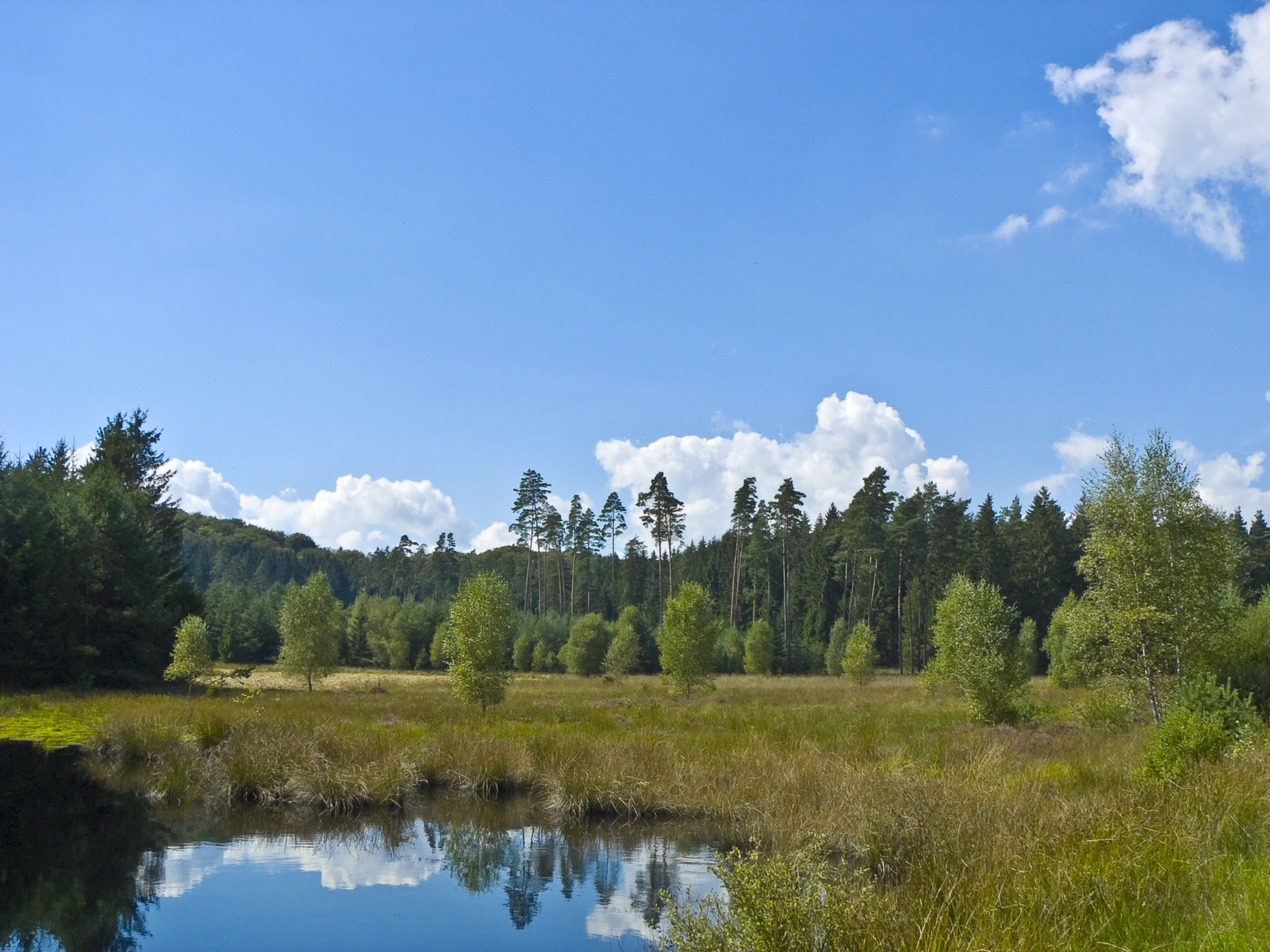
Moorkomplex an den Franzosenwiesen

Die Franzosenwiesen liegen in einer Senke mitten im Burgwald im Naturschutzgebiet Franzosenwiesen/Rotes Wasser. Sie bestehen aus ökologisch wertvollen Mooren, Feuchtwiesen, Stillgewässern und Auenwäldern. Sie werden in West-Ost-Richtung vom Roten Wasser, einem nördlichen Nebenfluss der Ohm, durchflossen.
Bis zum 18. Jahrhundert war das damals als die „Brücher“ bezeichnete Gebiet ein Moor. Landgraf Karl von Hessen-Kassel überließ es im Jahr 1725 hugenottischen Siedlern aus Schwabendorf zur Nutzung. Im westlichen Teil der seitdem so genannten Franzosenwiesen ist das Moor erhalten geblieben. Der östliche Teil wurde entwässert und als Heuwiese genutzt. Die Hugenotten waren verpflichtet, von dem geernteten Heu alle dort stehenden Scheunen zur Wildfütterung aufzufüllen, nur das übrig gebliebene Heu und Moos durften sie nach Schwabendorf mitnehmen.
Als Folge der Aufhebung der feudalen Vorrechte in der Landgrafschaft Hessen-Kassel wurden die Franzosenwiesen ab 1848 Allodialbesitz der Schwabendorfer Landwirte. Ab dem Jahr 1898 begannen die Bauern, ihre Grundstücke an den preußischen Forstfiskus zu verkaufen. Sie wurden teilweise mit Nadelbäumen aufgeforstet. Im Jahr 1985 gehörten von den 65 Grundstücken 45 der Forstverwaltung und die restlichen 20 Privatpersonen. 1987 wurden die Franzosenwiesen unter Naturschutz gestellt. Mittlerweile sind sie auch Teil des länderübergreifenden Schutzgebietsystems Natura 2000.
Es ist geplant, die Nadelgehölze zu entfernen und die Entwässerungsgräben zu verschließen. Dadurch sollen sich die Feuchtwiesen in Richtung Übergangs- bzw. Schwingrasenmoor entwickeln. Die restlichen Privatflächen sollen angepachtet bzw. gekauft werden.

## Naturschutz

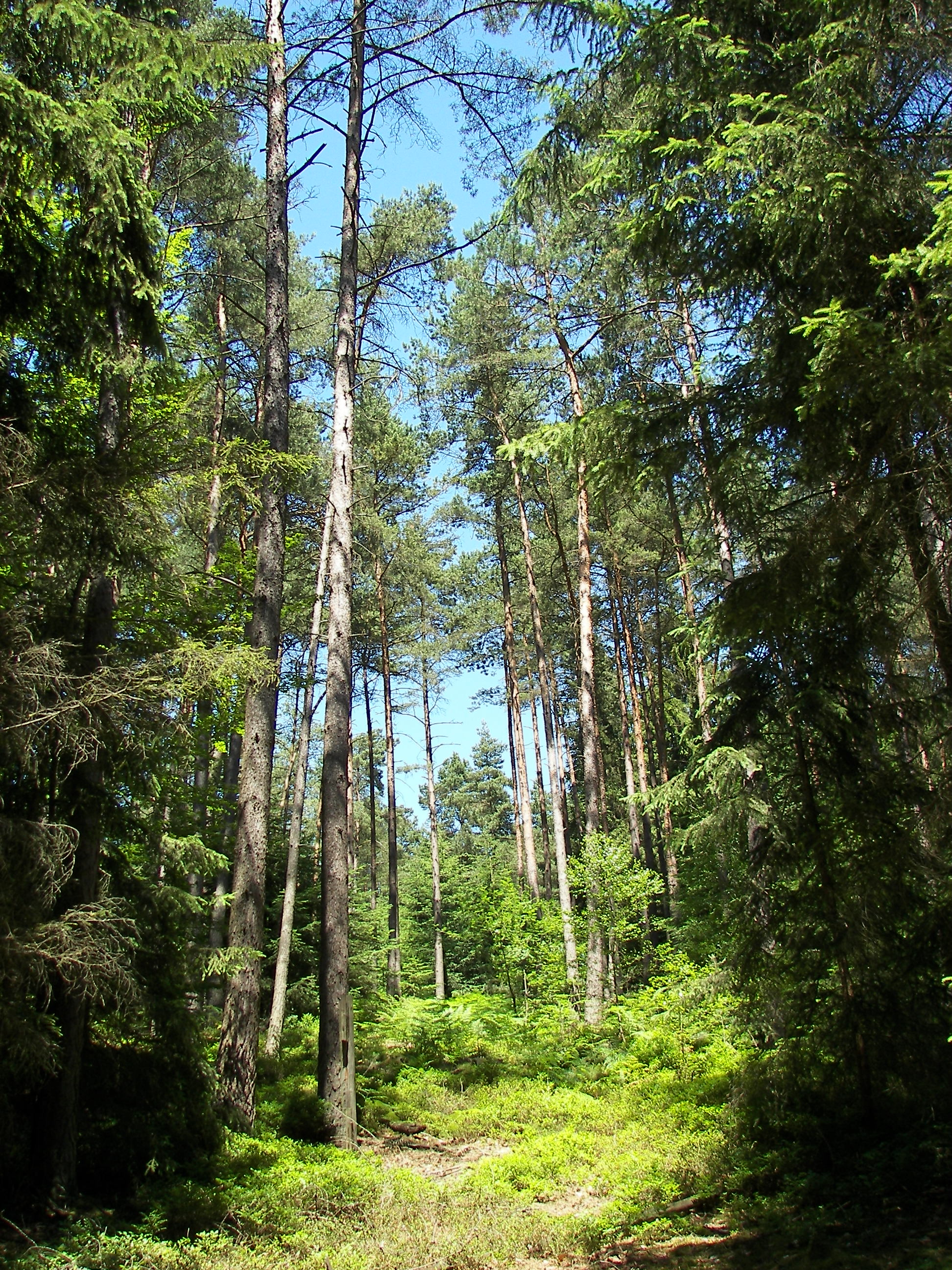
Das Hungertal mit gleichnamigen Naturschutzgebiet

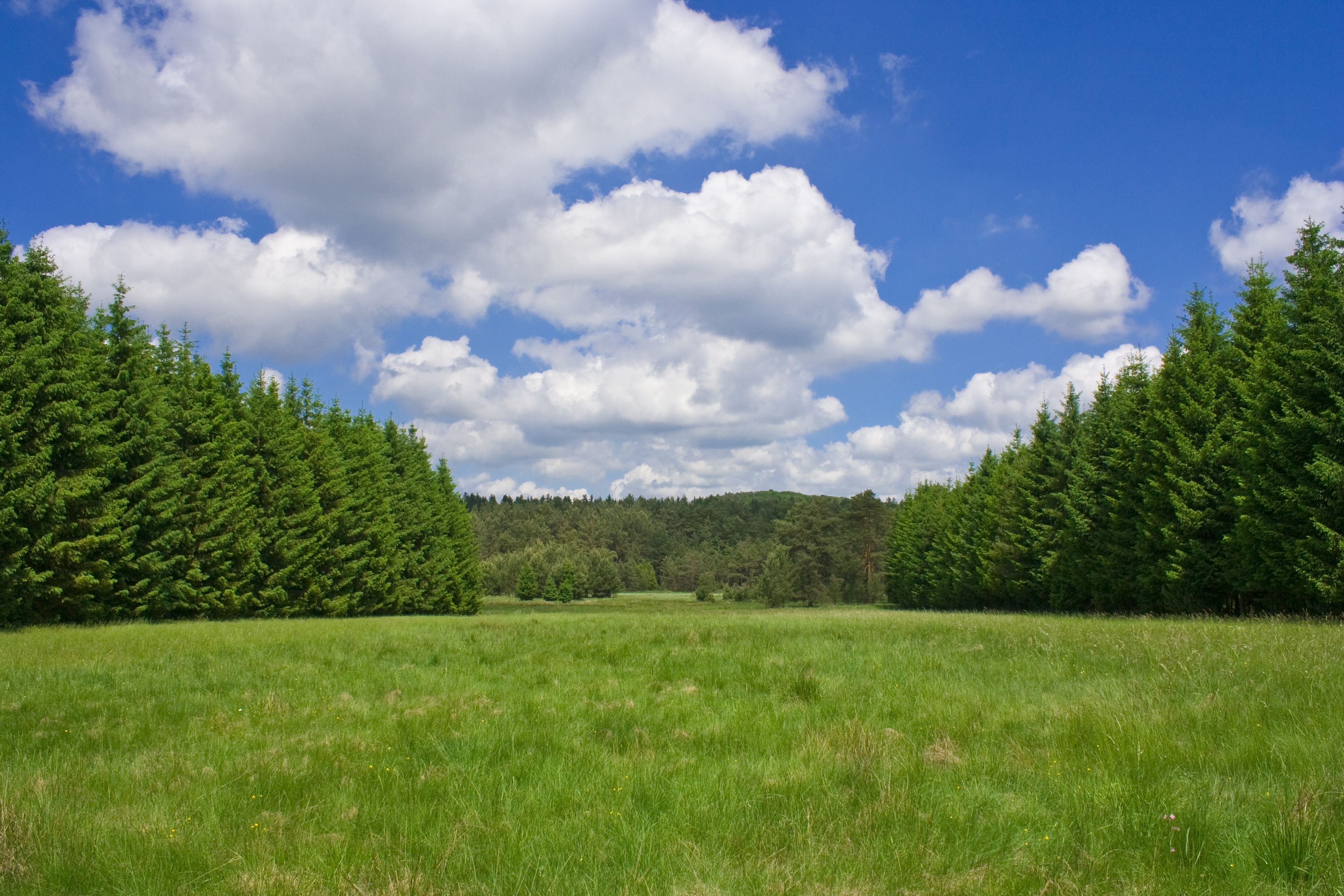
Parzellen auf den Franzosenwiesen mit privaten Fichtenforsten

Die besondere Schutzwürdigkeit des Burgwaldes zeigte sich schon sehr früh durch die Nachweise seltener Tier- und Pflanzenarten. Gerd Hoyer wies 1966 den Raufußkauz nach, bald darauf wurden weitere seltene Vogelarten festgestellt. Seit Ende der 1950er Jahre wurde der Burgwald auch botanisch und bryologisch untersucht und vor allem Dr. Kurt Kellner konnte viele Besonderheiten nachweisen, zum Beispiel Sphagnum imbricatum.
Anfang der 1970er Jahre wurde die Trasse der Bundesautobahn 4 mitten durch den Burgwald geplant und eine Wasserentnahme im großen Stile wurde diskutiert. Durch diese akut drohende Gefahr begann sich Widerstand zu organisieren und 1977 wurde die Aktionsgemeinschaft „Rettet den Burgwald e. V.“ gegründet. Diese setzte sich in Zusammenarbeit mit anderen Naturschutzverbänden wie NABU und HGON für den Erhalt des Burgwaldes ein.
Im weiteren Verlauf war die Unterschutzstellung besonders wertvoller Lebensräume prioritär, aber auch deren Untersuchung wurde forciert. Im Laufe der Zeit wurden zehn Naturschutzgebiete ausgewiesen, die als FFH-Gebiet ins Schutzgebietsnetz Natura 2000 aufgenommen wurden. Der Kern des Burgwaldes wurde als Vogelschutzgebiet in dieses Schutzgebietsnetz aufgenommen.
Aktuell gelten die Bestrebungen der Naturschutzverbände zum einen der wieder neu in der öffentlichen Diskussion aufgekommenen A4 zum anderen eigenen Renaturierungsprojekten und der aktiven Kommunikation mit Landnutzern, vor allem der Forstverwaltung. Durch Umstellen auf naturgemäßen Waldbau und das große Interesse der Zuständigen vor Ort an den Belangen des Naturschutzes ist gute Zusammenarbeit möglich und wird aktiv durchgeführt.
Ein Problem ist allerdings, dass einige Landwirte, denen Grundstücke im NSG Franzosenwiesen gehören, diese nach wie vor nicht an das Land Hessen verkaufen wollen. Auf ihnen stehen immer noch Fichtenforste, die im Hochmoorgebiet wie ein Fremdkörper wirken. Deshalb kann auch die Wiedervernässung der östlichen Franzosenwiesen nicht in Angriff genommen werden.

## Baum-Veteranen

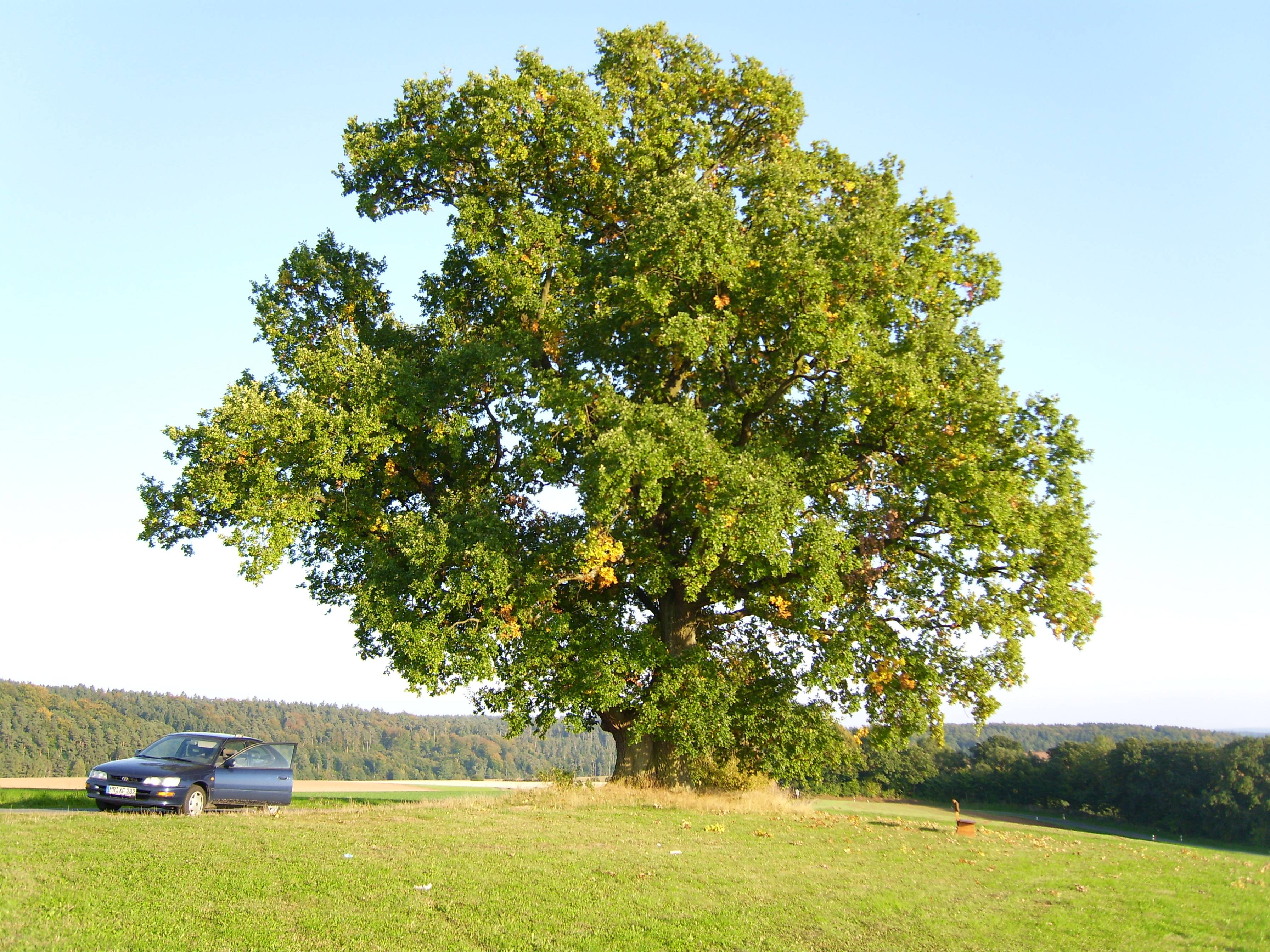
Gerichtseiche am Galgenberg bei Rosenthal

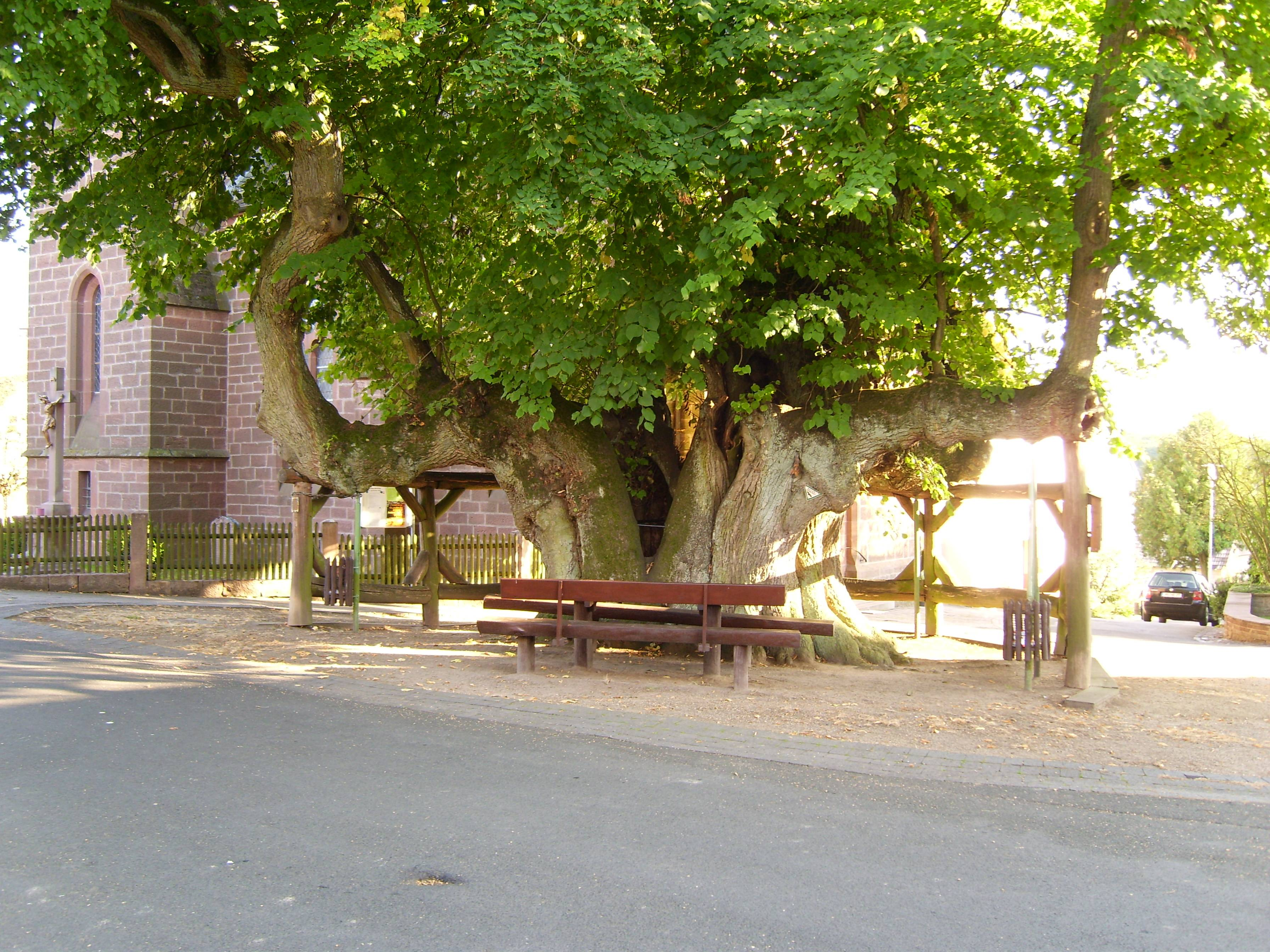
Mindestens 700-jährige Sommerlinde in Himmelsberg

Im Burgwald gibt es zahlreiche mehrere hundert Jahre alte Bäume. Meistens handelt es sich dabei um Eichen.
So findet sich beim Forsthaus am Hirschberg ein Bestand von 13 sogenannten Hute-Eichen, die, in großräumigen Abständen gepflanzt, einst der Schweinemast dienten, von denen das markanteste Exemplar 8 m Stammumfang misst.
Anderswo finden sich an vielen Stellen im Inneren des Waldes alte Eichen.
In der Rodung von Rosenthal schließlich steht in markanter Höhe die Gerichtseiche am Galgenberg (über 7 m Stammumfang), deren Name bereits andeutet, dass Gerichte nicht nur tagten, sondern auch vollzogen wurden.
Der mit Abstand markanteste und älteste Baum (mindestens 700 Jahre, 9 m Stammumfang) indes ist eine Sommerlinde und steht mitten im Dorf Himmelsberg im äußersten Südlichen Burgwald.

## Berge

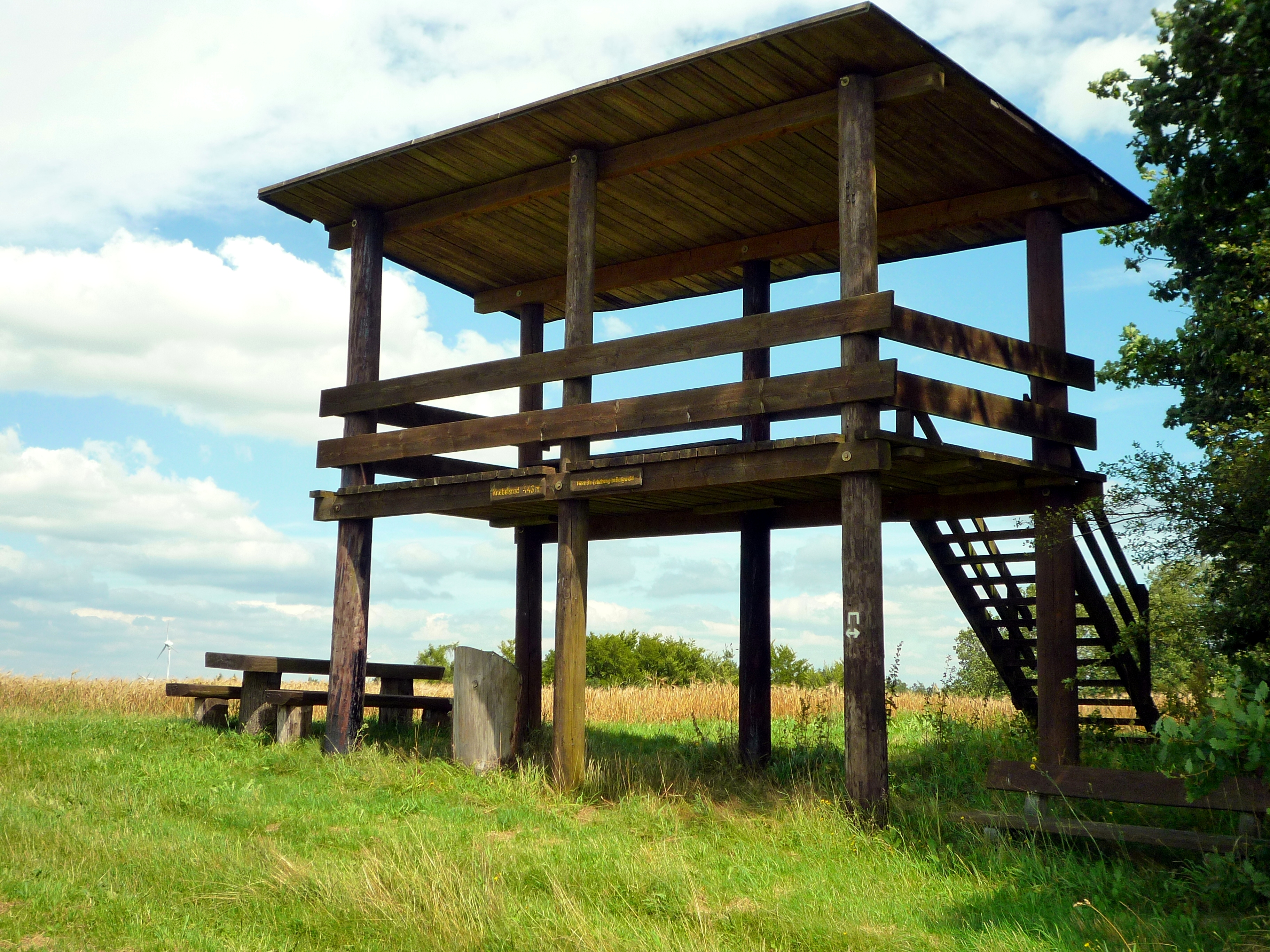
Aussichtsgerüst auf dem Knebelsrod

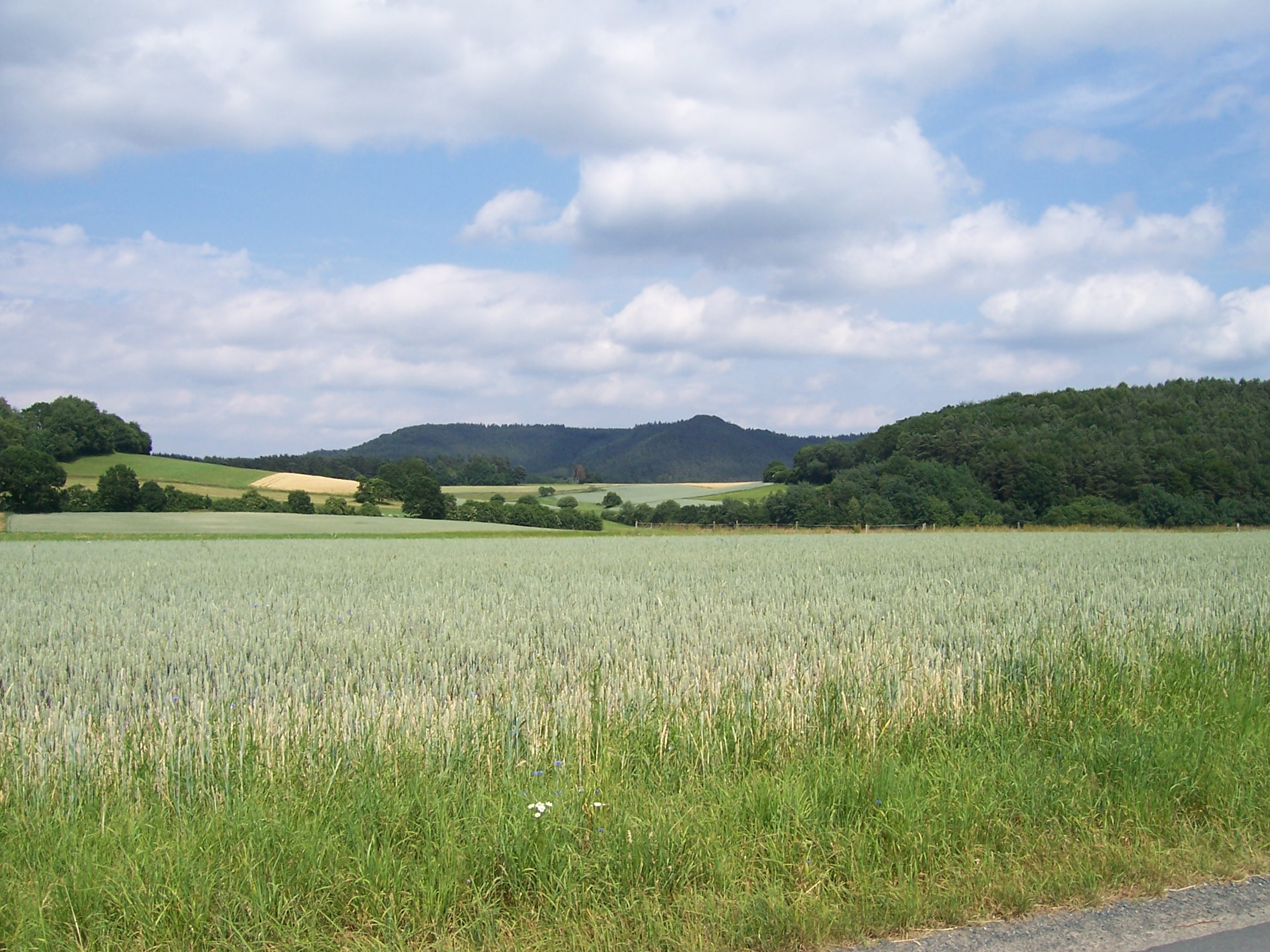
Der Südwestrand des Burgwaldes bei Oberrosphe

### Höhenstruktur
Der Burgwald erhält kaum markante Einzelberge (Ausnahme: Großer Hirschberg), sondern besteht aus vielverzweigten Rücken mit vielen Gipfeln, die lokal je annähernd gleiche Höhen haben können. Durch die inneren Flüsse und Bäche, allen voran Wetschaft (W, zur Lahn), Rotes Wasser (S, zur Ohm) und Bentreff (O, zur Wohra) sowie markante Scharten auf den Wasserscheiden und wichtige Straßen zerfällt er jedoch in einzelne Gebirgsgruppen. Sehr deutlich abgetrennt sind der landläufig nicht mehr zum Burgwald gezählte, sogenannte Kleine Burgwald mit dem Alten Rauschenberg sowie die Hirschberge mit dem Großen Hirschberg. Der Rest-Burgwald zerfällt vor allem in einen Südteil, einen Zentralteil, einen Nordostteil und einen Nordwestteil. 
Vom Südteil mit dem Tauschenberg und der fast gleich hohen Geiershöh als höchsten Erhebungen ist durch eine Scharte der äußerste Süden abgetrennt, der von der Doppelkuppe aus Gerlachsberg und Stirnhelle in Stufen nach Süden abfällt. Vom Zentralteil mit den Hauptbergen Wasserberg (NO), Gerhardsberg (NW) und Geiersköpfe (S) trennt die Landesstraße Bracht–Rosenthal den Mönchwald im Osten ab. Die Straße Roda–Rosenthal wiederum trennt einen Nordteil ab, den die Bundesstraße 252 zwischen Ernsthausen und Bottendorf in einen Nordwest- und einen Nordostteil aufspaltet. Im Nordostteil werden, in Nähe zum Kellerwald, am Knebelsrod die höchsten Höhen erreicht; zwischen den rechten Nebenflüssen der Wohra zweigen einige Riedel nach Südosten ab, die allerdings keine Namen haben. Der Nordwestteil wird demgegenüber durch die Kreisstraße Wiesenfeld–Birkenbringhausen und die Bundesstraße 236 zwischen Wollmar und Berghofen nebst begleitender Rodungen in drei Segmente gespalten.

### Liste
Die folgende Liste ordnet eine Auswahl von Bergen und Gipfeln des Burgwalds sortiert nach Berggruppen und intern nach Höhen in Metern (m) über Normalhöhennull (NHN), wenn nicht anders genannt in der Regel laut BfN-Diensten. Angegebene Scharten sind, da in diesem Dienst nur nach Höhenlinien und Wasserscheiden bestimmbar, stets nur auf einige Meter genau, die Lage der Gipfel ist jeweils relativ zur Gemarkung des Ortes beschrieben, auf der er liegt.
- Nordöstlicher Burgwald – Scharte zum Kellerwald auf etwa 395 m südöstlich Frankenberg-Hauberns, Landkreis Waldeck-Frankenberg (KB)
  - Knebelsrod (443,1 m), teilgerodet, nordöstlich von Frankenberg-Willersdorf, KB
    - Todtenhöhe (424,1 m), gerodeter Südwestausläufer nordöstlich von Willersdorf
    - Heukopf (420,8 m), Südostausläufer südsüdwestlich von Haina-Römershausen, KB

  - Schönelsberger Kopf (401 m), im Westen, nordwestlich von Rosenthal, KB; Scharte an der Landesstraße Rosenthal–Frankenberg auf gut 385 m
  - Galgenberg (358 m), Endgipfel eines Südostriedels zwischen Bentreff und Holzbach, südwestlich von Gemünden (Wohra), KB; Scharte auf ca. 322 m westlich Gemündens
- Zentraler Burgwald – Scharte zum nordöstlichen Burgwald auf knapp 325 m unmittelbar südlich des Rosenthaler Kreuzes an der Straße Roda–Rosenthal
  - Wasserberg (gut 415 m)[15], deutlich westlich von Rosenthal und nah südöstlich von Roda, KB
    - Hohehardt (ca. 390,6 m), Südostausläufer, deutlich nordnordöstlich von Wetter-Oberrosphe, Landkreis Marburg-Biedenkopf (MR)

  - Geiersköpfe (ca. 412 m), nordnordöstlich von Wetter-Mellnau, MR; Scharte zum Wasserberg auf gut 340 m südwestlich der Hohehardt
    - Sattelkopf (383,7 m), Südausläufer, östlich von Mellnau

  - Gerhardsberg (398,7 m), deutlich nördlich von Wetter-Mellnau, (ostnord)östlich von Münchhausen, MR; Scharte zu den Geiersköpfen auf ca. 350 m südöstlich der Pfaffenköpfe
    - Christenberg (387,4 m), Südausläufer, (ostsüd)östlich von Münchhausen, Münchhäuser Exklave innerhalb des Mellnauer Waldgebiets
    - Würzeberg (383,3 m), Nordnordwestausläufer westlich von Rosenthal-Roda, nah südöstlich von Burgwald-Ernsthausen, KB; Wichtelhaus
- Südlicher (eigentlicher) Burgwald – Scharte zu den Geiersköpfen auf etwa 332 m südöstlich des Treppenkopfes
  - Tauschenberg (406,7 m), nordöstlich von Wetter-Oberrosphe, MR
    - Ommelburg[16] (ca. 383 m), nordwestlich von Rauschenberg-Bracht; höchste Erhebung von Bracht und Rauschenberg; durch den Langen Grund vom Tauschenberg getrennt, Scharte zu ebendem jedoch auf nur knapp unter 370 m

  - Geiershöh (ca. 406 m), unweit südwestlich des Tauschenbergs, Scharte auf etwa 365 m (Wegkreuzung unmittelbar östlich des Malstein)
  - Stirnhelle (387,5 m, Ostnordostgipfel Gerlachsberg 0,1 m höher); 3 km westlich des Tauschenbergs, unmittelbar östlich von Oberrosphe; Scharte des Gerlachsbergs zu Ausläufern der Geiershöh (über Hundeburg, Weißelsburg) auf 336 m (vermessener Wert)
  - Eibenhardt (301,5 m), südlichster Berg des Burgwalds (an Nahtstelle zu Lahnbergen), deutlich südsüdöstlich von Oberrosphe, nah nordöstlich von Cölbe, MR; nördliche Scharte auf etwa 265 m
- Nordwestlicher Burgwald – Scharte zu nordöstlichem Burgwald auf 347,7 m (Messwert aus älterer TK) Nähe Parkplatz/Antenne an der B 252
  - Pfaffenkopf (391,6 m, Wert aus älterer TK), Ostsegment, südöstlich von Burgwald (Industriehof, auf Gemarkung Wiesenfeld), KB
    - Finsterkopf (386,2 m), Nordausläufer, nordöstlich von Industriehof

  - Höhe (382,2 m), südöstlich von Burgwald-Birkenbringhausen, KB; inselartig bewaldet zwischen Ost- und Zentralsehment, Scharte zum Pfaffenkopf auf gut 350 m am Westrand von Industriehof
  - Anhöhe unmittelbar südlich Battenberg-Berghofens (um 382 m), Westsegment, KB, nah B 236, die auf etwa 355 m vom Pfarrücken trennt
  - Pfarrrücken (381,8 m), Zentralsegment, das von der Kreisstraße Wiesenfeld–Birkenbringhausen mit maximal 362 m von der Höhe abgetrennt wird; ostsüdöstlich von Battenberg-Berghofen, KB, nah B 236
- Kleiner Burgwald („Südlicher Burgwald“ nach Gerhard Sandner,[3] nicht Teil des landläufigen Burgwalds; jenseits der B 3 Richtung Kassel) – Scharte zu Mönchwald und zentralem Burgwald an der Bundesstraße Nähe Schöne Aussicht auf etwa 288 m
  - Alter Rauschenberg (376 m), westnordwestlich von Rauschenberg, nah südlich vom Ortsteil Schwabendorf, MR
  - Auf dem Siegel (ca. 343,6 m), westlich von Himmelsberg, MR; Scharte zum Alten Rauschenberg auf ca. 313 m
- Hirschberge – Scharte zu Mönchwald und zentralem Burgwald auf 271 m zwischen Bracht und Bracht-Siedlung
  - Großer Hirschberg (361,3 m), nordöstlich von Cölbe-Schönstadt, nah südlich von Bracht, MR
- Mönchwald – Scharte zu zentralem Burgwald an der Straße Bracht–Rosenthal auf 334 m[17]
  - Hauptkopf (357,1 m), südwestlich von Wohratal-Wohra, nah nordöstlich von Rauschenberg-Albshausen, MR; Scharte auf 323 m[17] nordwestlich des Söhler
- Wetschaft-Senke (kein Teil des landläufigen Burgwalds)
  - Kainsberg (324,3 m), westlich des Burgwalds, bei Münchhausen-Wollmar, MR
  - Hügelberg (292 m), nordöstlich von Wetter, MR

### Kammverläufe und Karte
Die folgenden Ausführungen gehen etwas detaillierter auf die Kammverläufe entlang der Wasserscheiden ein, wobei der Begriff „Kamm“ im Burgwald mit seinen vielverzweigten Rücken nur eingeschränkt anwendbar ist. Hier kann eine interaktive Karte mit allen im Fließtext angegebenen Koordinaten, strukturiert nach Unterüberschrift, angeklickt werden.
- Karte mit allen Koordinaten:
- OSM |
- WikiMap

#### Nordöstlicher Hauptkamm und Riedel zur Wohra
Am Südwestfuß des Pferdsbergs (551,3 m; ⊙) verlässt die Rhein-Weser-Wasserscheide das Grundgebirge des Kellerwaldes in den Buntsandstein des Burgwaldes und seiner Ausläufer. An der sogenannten Hauberner Hecke, die sich zwischen die Täler von Wohra (über die Ohm zur Lahn) im Südosten und Lengelbach (zur Eder) im Nordwesten legt, liegt die Scharte des Burgwalds auf etwa 395 m; (⊙). Nur unweit westlich liegt, knapp jenseits der hier ihre höchste Höhe erreichenden Landesstraße Kirchhain–Frankenberg, der Knebelsrod (443 m; ⊙), höchste Erhebung des Burgwaldes und, wie der Name andeutet, gerodet und daher Aussichtspunkt, in dessen Nähe zahlreiche, für sich wenig prominente Gipfel über 420 m erreichen, die insbesondere die Rodung von Willersdorf in fast alle Richtungen rahmen (nach Südwesten erreicht der Rahmen indes nur gut 400 m, nach Westen um 370 m).
Von Richtung Heukopf (420,8 m; ⊙) zweigt ein Riedel ab, der sich zwischen dem Bach von Römershausen und dem Holzbach nach Südosten zur Wohra bei Gemünden zieht und am Rottenberg (⊙) immerhin noch 388,4 m (Wert aus älterer TK) erreicht. Weiter südwestlich des Heukopfs zweigt ein weiterer Riedel ab, der sich zwischen Holzbach und Bentreff über die Kuppe (374,8 m; ⊙) nordöstlich Rosenthals bis zum Galgenberg (358,0 m; ⊙) unmittelbar südwestlich Gemündens zieht.
Der Schönelsberger Kopf (401,0 m; ⊙) nordwestlich Rosenthals ist nach Westen der letzte Gipfel auf der Rhein-Weser-Wasserscheide, der die 400 m übersteigt. Davon abgesehen ist er weder besonders dominant noch wirklich prominent im Sinne der Schartenhöhe. Allerdings liegt nah seinem Gipfel der für die Gewässer des Burgwaldes wichtige Wasserscheidepunkt zwischen Eder bzw. Nemphe (N), Ohm bzw. Wohra bzw. Bentreff (SO) und Oberlahn bzw. Wetschaft (SW).

#### Nordwestlicher Burgwald
An der Bundesstraße 252 fällt die Rhein-Weser-Wasserscheide, der hier nicht mehr der Rolle einer Hauptkammlinie zukommt, auf 347,7 m ab (⊙), was gleichzeitig den höchsten Punkt der Straße zwischen Ernsthausen und Bottendorf markiert. Nordwestlich davon erreicht der Pfaffenkopf knapp diesseits der Straße Wiesenfeld–Frankenberg und unmittelbar südöstlich des Burgwald-Ortsteils Industriehof noch einmal 391,6 m (Wert aus älterer TK; ⊙).
Zwischen Wiesenfeld (S), Industriehof (N) und Birkenbringhausen (NW) befindet sich eine Rodungshalbinsel, innerhalb derer, zwischen der Eisenbahnlinie nach Industriehof und der Kreisstraße nach Birkenbringhausen, nur die Höhe (382,2 m; ⊙) bewaldet ist (zumindest größtenteils). Im sich westlich anschließenden Waldgebiet ist der Pfarrücken (381,8 m; ⊙) die höchste Erhebung, jenseits der unmittelbar westlich des Rückens passierenden, von einer schmalen Rodung begleiteten Bundesstraße 236 zwischen Wollmar und Berghofen werden unmittelbar südlich Berghofens ebenfalls um 282 m erreicht (⊙).
Nach Südwesten wird das nordwestlichste Waldgebiet des Burgwalds teils von der Wollmar unmittelbar begrenzt; jenseits derer liegt, südlich des Dorfes Mellnau, der Kainsberg (324,3 m; ⊙), ein Vorbote des Burgwalds in der Wetschaft-Senke, der orographisch den Sackpfeifen-Vorhöhen tributär ist (die Wollmar-Asphe-Wasserscheide führt über Frohnhausen zum Ziegenberg).

#### Zentraler Burgwald und Mönchwald
Südwestlich des Schönelsberger Kopfes wird die Wasserscheide zwischen der Oberlahn bzw. der Wetschaft und der Ohm zur Hauptkammlinie des Burgwaldes. Nah dem Rosenthaler Kreuz an der Landesstraße von Rosenthal nach Roda liegt, auf knapp 325 m die Scharte zwischen nordöstlichem und zentralem Burgwald (⊙), unweit südwestlich ragt der Wasserberg (gut 415 m; ⊙), höchste Erhebung des zentralen Burgwalds, empor. Unweit südöstlich liegt die Hohehardt (390,6 m; ⊙) knapp südlich des Wqasserscheidepunktes zwischen Wetschaft (NW), Wohra bzw. Bentreff (NO) und Rotem Wasser (S). Die ohminterne Wasserscheide zwischen Wohra und Rotem Wasser zweigt nach Osten ab und geht schließlich Richtung Südosten, wo sie die Landesstraße Bracht–Rosenthal trifft, die den Mönchwald im Osten abtrennt. Im Mönchwald wird die Südostrichtung dieser Wasserscheide durch die nördliche Wasserscheide des Wohra-Zuflusses Wadebach abgelöst, auf der der Hauptkopf (357,1 m; ⊙), höchste Erhebung des Mönchwaldes, an dessen Rand in nächster Nähe zu Rauschenberger Mulde und Wohratal liegt.
Unmittelbar südöstlich der Hohehardt liegen die flachen Franzosenwiesen nebst Quellgebiet des Roten Wassers und NSG Franzosenwiesen/Rotes Wasser, westlich unterhalb schließt sich das NSG Diebskeller und Nebeler Hintersprung um die Quellläufe der Wetschaft an. Südwestlich des Bergs liegt, zwischen beiden Quellgebieten, auf gut 340 m eine markante Scharte (⊙), von der aus die Höhe in Richtung Südwesten zu den Geiersköpfen (⊙) nordöstlich Mellnaus bis auf um 412 m ansteigt. Der Plural Geiersköpfe, der auf Karten immer über einer Schlucht westlich des Hauptgipfels eingezeichnet ist, bezieht offenbar den etwa 405 m erreichenden Nebengipfel westlich der Schlucht mit ein, weshalb man hier streng genommen vom „östlichen Geierskopf“ sprechen muss. Vom westlichen Geierskopf verläuft über Mellnau die Wasserscheide zwischen der Mellnau im Westen und der Rosphe im Osten in die Wetschaft-Senke nach Süden, wo sie vor Wetter auf den Burgwald-Vorposten Hügelberg (292,0 m; ⊙) trifft.
Neben dem Wasserberg und dem östlichen Geierskopf gibt es noch einen dritten Hauptberg des zentralen Burgwalds. Zwischen seiner Scharte und dem Geierskopf liegt der Wasserscheidepunkt zwischen Rotem Wasser, oberer (Verlauf im Burgwald) und unterer (Verlauf in der Wetschaft-Senke) Wetschaft. Die wetschaftinterne Wasserscheide führt zunächst grob nach Norden und fällt auf einer Scharte auf knapp unter 350 m (⊙). Von hier aus zieht sie sich nach Westen zum bekannten Christenberg (387,4 m; ⊙) mit eigenem NSG. Noch größere Höhen werden weiter nordnordöstlich am Gerhardsberg (398,7 m; ⊙) erreicht, noch weiter nordnordwestlich erreicht der Würzeberg immer noch 383,3 m (⊙) und ragt mit einem Steilhang über das südwestlich benachbarte Ernsthausen an der unteren Wetschaft empor. Die Oberwetschaft-Unterwetschaft-Wasserscheide zwischen Geiersköpfen und Christenberg trennt den Nebeler Hintersprung im Osten vom (NSG) Christenberger Talgrund des Rodenbachs im Westen, der in Simtshausen in die Wetschaft mündet.

#### Südlicher Burgwald
Vom Austritt der Rosphe oberhalb Oberrosphes über die Franzosenwiesen bis zum Austritt des Roten Wassers oberhalb von Bracht zieht sich, in Form eines nach unten offenen Halbmonds, eine ausgeprägte Senke durch den Burgwald, den die Oberlahn-Ohm-Wasserscheide südlich der Franzosenwiesen passiert. Nach Erreichen einer Scharte auf etwa 328 m (⊙) verläuft sie unter bald merlichem Anstieg nach Südwesten und erreicht den Tauschenberg (406,7 m; ⊙), höchste Erhebung des Südteils des Burgwaldes. In etwa die gleiche Höhe erreicht allerdings die südwestlich benachbarte Geiershöh (um 406 m; ⊙). Auf der anderen Seite des Langen Grundes (NSG Langer Grund bei Schönstadt) liegt die Ommelburg (um 383 m; ⊙) nordwestlich Brachts, höchste Erhebung von Bracht sowie der Stadt Rauschenberg, dem Tauschenberg südöstlich gegenüber, ist allerdings um den Grund herum auf einer nur mäßig tiefen Scharte von diesem abgetrennt. Südwestlich Brachts werden an der Basis des nach Süden abflachenden Saurüssels noch um 365 m erreicht, der Hoheberg nordwestlich Schönstadts (⊙) als südlichste Erhebung des Segments zwischen Langem Grund und Rotem Wasser erreicht schließlich nur noch 305,2 m.
Westlich des Langen Grunds fällt die Landschaft nach Süden in mehreren Stufen bis zur Ohmmündung am Cölber Eck ab. Die erste dieser Stufen bzw. Scharten liegt auf (vermessenen) 336,0 m (⊙) und läutet den äußersten Süden des Burgwaldes ein. Der Grat zwischen den Kuppen Gerlachsberg (387,6 m; ⊙) und Stirnhelle (387,5 m; ⊙) erreicht noch respektable Höhen, nach einer weiteren Scharte auf 308 m werden südlich Oberrosphes maximal 331,3 m erreicht (⊙), jenseits einer weiteren Scharte auf 292,5 m maximal 320,2 m, der teilgerodete Reddehäuser Berg unmittelbar westlich Reddehausens erreicht im Südosten dieses Segmentes 314,3 m (⊙). Nach einer letzten Scharte auf 265,3 m kommt der südlichste Burgwald-Pfeiler Eibenhardt noch auf 301,5 m (⊙).

#### Hirschberge und Kleiner Burgwald
Die Hirschberge auf der Gemarkung Schönstadts sind durch das Tal des Roten Wassers vom Rest-Burgwald abgetrennt, ihre Scharte zu Mönchwald und mittlerem Burgwald liegt auf etwa 271 m unmittelbar nordöstlich des Waldrands (⊙), am Rand der Rauschenberger Mulde, einer quer zu den Tälern von Rotem Wasser und Wohra in West-Ost-Richtung verlaufenden Rodungsmulde, die man noch dem erweiterten Naturraum Wohratal zurechnen kann. Zwar sind auf dem nördlichen Querrücken Langerück vier Einzelkuppen erkennbar, von denen die östlichste Kleiner Hirschberg heißt, doch werden diese deutlich vom Großen Hirschberg (361,3 m; ⊙) unmittelbar südöstlich der Langerück-Reihe, dem einzigen kuppigen Berg des Burgwalds, überragt.
Der bewaldete Rücken Kleiner Burgwald, von Gerhard Sandner nebst Umland etwas irreführend als „Südlicher Burgwald“ bezeichnet, ist historisch der Westflügel des Staatsforsts Rauschenberg, dessen Ostflügel jenseits der Wohra der Burgholz (gut 380 m; ⊙) bildete – wobei der Nordwesten mit dem Alten Rauschenberg Rauschenberger Stadtwald war, der Süden des Burgholz-Waldes Kirchhainer Stadtwald. Heute liegt der Westflügel je etwa zur Hälfte auf Rauschenberger Stadtgebiet (sowie gleichzeitig Gemarkung) und auf Kirchhainer Stadtgebiet, der Ostflügel praktisch komplett in Kirchhain.
Die Scharte des Kleinen Burgwalds zu Mönchwald und Zentralburgwald liegt, auf etwa 288 m, ebenfalls in der Rauschenberger Mulde (⊙). Am Alten Rauschenberg im Nordwesten (⊙) erreicht der Rücken 376,0 m, am Gipfel Auf dem Siegel im Südosten (⊙) sind es noch 343,6 m.
Nach Südwesten, an der östlichen Wasserscheide des Roten Wassers zum Teufelsgraben, hat der (Kleine) Burgwald noch zwei markante bewaldete Vorposten im Offenland, die das Amöneburger Becken nach Nordwesten begrenzen bzw. das Nebenbecken der Ginseldorf-Schönstädter Bucht abtrennen, das nach Norden und Nordwesten von den bewaldeten Anhöhen des eigentlichen Burgwalds gerahmt wird: den Hornbühl (um 293 m; ⊙) und, unmittelbar südlich, den Nebelsberg (264,2 m; ⊙). Zwischen beiden hindurch führt die ehemalige Bundesstraße 62 und jetzige Landesstraße zwischen Bürgeln und Betziesdorf.

### Dominanz und Prominenz der Hauptberge
Die Hauptberge des Burgwaldes weisen, Höhe über NHN vorangestellt, folgende Dominanzen und Prominenzen (vgl. angegebene Scharten) auf:
- Knebelsrod (Hauptberg Nordostteil): 443,1 m; 5,3 km zum Südwestfuß des Pferdsbergs im Kellerwald; 48 m zum Kellerwald
- Wasserberg (Hauptberg Zentralteil): ca. 415 m; 6,9 km zum Wald südlich von Willersdorf; 90 m zum Nordostteil
- Geiersköpfe (Süd-Hauptberg des Zentralteils): 412 m; 3,9 km zum Wasserberg im NNO; 72 m zum Wasserberg
- Tauschenberg (Hauptberg Südteil): 406,7 m; 3,3 km zu den Geiersköpfen; 79 m zu den Geiersköpfen
- Gerhardsberg (West-Hauptberg des Zentralteils): 398,7 m; 1,9 km zum Wasserberg im O; 49 m zu den Geiersköpfen
- Pfaffenkopf (Hauptberg Nordwestteil): 391,6 m; 2,5 km nach OSO zum nordöstlichen Burgwald; 44 m zum Nordostteil
- Stirnhelle bzw. Gerlachsaberg (Hauptberg äußerster Süden): 387,6 m; 1,1 km zur Geiershöh; 52 m zur Geiershöh
- Alter Rauschenberg (Hauptberg des Kleinen Burgwalds): 376 m; 5,1 km zum Burgholz; 88 m zu Mönchwald und Zentralteil
- Großer Hirschberg (Hauptberg Hirschberge im äußersten Südosten): 361,3 m; 1,9 km zur Basis des Saurüssels im NW; 90 m zum Alten Rauschenberg
- Hauptkopf (Hauptberg Mönchwald im Osten): 357,1 m; 3,8 km zum Alten Rauschenberg im SW; 34 m zum Zentralteil

Hiernach ist der Wasserberg der dominanteste Berg des Burgwalds, gefolgt vom Knebelsrod und dem nicht im engen Sinne zugehörigen Alten Rauschenberg. Eine hohe Prominenz weisen neben dem Wasserberg der Große Hirschberg, der Alte Rauschenberg, der Tauschenberg und die Geiersköpfe auf.

## Allgemeine Quellen
- Landschaftssteckbriefe des Bundesamtes für Naturschutz (Hinweise):
  - 34501 Burgwald
  - 34502 Randsenken (mit Wetschaft Buntstruth Frankenberger Oberland Bottendorfer Flur bezeichnet)